# Száber Ejd
Száber Ejd (arabul: صابر عيد); (1959. március 1. – ) egyiptomi válogatott labdarúgó. 

## Pályafutása

### Klubcsapatban
1977 és 1995 között az Ghazl El Mahalla játékosa volt, melynek tagjaként négy alkalommal (1979, 1986, 1993, 1995) jutott be az egyiptomi kupa döntőjébe.

### A válogatottban
1989 és 1991 között 15 alkalommal szerepelt az egyiptomi válogatottban és 1 gólt szerzett. Részt vett az 1990-es világbajnokságon, de egyetlen csoportmérkőzésen sem lépett pályára.